# 후한룽 고속철도
후한룽 고속철도(중국어: 沪汉蓉快速客运通道)는 중화인민공화국의 상하이 역과 청두 동역을 연결하는 고속철도이다. 2014년 7월 1일에 전 구간이 완전 개통되면서 전체 길이가 1,985km에 달하다.

## 역사
- 2003년 12월 1일 : 이완 철로 구간 착공.
- 2005년 5월 : 다창 철로 구간 착공.
- 2005년 6월 11일 : 허닝 철로 구간 착공.
- 2005년 8월 1일 : 허우 고속철도 구간 착공.
- 2008년 4월 18일 : 허닝 철로 구간 개통.
- 2008년 7월 1일 : 후닝 고속철도 구간 착공.
- 2008년 9월 17일 : 한이 철로 구간 착공.
- 2008년 12월 29일 : 위리 철로 구간 착공.
- 2008년 12월 31일 : 허우 고속철도 구간 개통.
- 2009년 1월 18일 : 수웨이총 철로 구간 착공.
- 2009년 6월 30일 : 수웨이총 철로 구간 개통.
- 2009년 9월 29일 : 다창 철로 구간 개통.
- 2010년 7월 1일 : 후닝 고속철도 구간 개통.
- 2012년 7월 1일 : 한이 철로 구간 개통.
- 2013년 12월 28일 : 위리 철로 구간 개통.
- 2014년 7월 1일 : 이완 철로 구간 개통.

## 현황
- 현재 운행 중인 노선은 녹색으로 표기되었다.

| 노선            | 비고                                       | 영업 최고 속도 | 영업 거리 (km) | 착공 시기        | 완공 시기        |
| --------------- | ------------------------------------------ | -------------- | -------------- | ---------------- | ---------------- |
| 후한룽 고속철도 | 상하이에서 청두까지 연결하는 고속철도 노선 | 200 ~ 350      | 1,985          | 2003년 12월 1일  | 2014년 7월 1일   |
| 후닝 고속철도   | 상하이에서 난징까지 연결하는 고속철도 노선 | 350            | 301            | 2008년 7월 1일   | 2010년 7월 1일   |
| 허닝 철로       | 난징에서 허페이까지 연결하는 철도 노선     | 250            | 166            | 2005년 6월 11일  | 2008년 4월 18일  |
| 허우 고속철도   | 허페이에서 우한까지 연결하는 고속철도 노선 | 250            | 351            | 2005년 8월 1일   | 2008년 12월 31일 |
| 한이 철로       | 우한에서 이창까지 연결하는 철도 노선       | 200            | 293            | 2008년 9월 17일  | 2012년 7월 1일   |
| 이완 철로       | 리촨에서 이창까지 연결하는 철도 노선       | 200            | 377            | 2003년 12월 1일  | 2014년 7월 1일   |
| 위리 철로       | 리촨에서 충칭까지 연결하는 철도 노선       | 200            | 264            | 2008년 12월 29일 | 2013년 12월 28일 |
| 수웨이총 철로   | 쑤이닝에서 충칭까지 연결하는 철도 노선     | 200            | 132            | 2009년 1월 18일  | 2009년 9월 29일  |
| 다창 철로       | 쑤이닝에서 청두까지 연결하는 철도 노선     | 200            | 148            | 2005년 5월       | 2009년 6월 30일  |

## 같이 보기
- 후닝 고속철도
- 허닝 철로
- 허우 고속철도
- 한이 철로
- 이완 철로
- 위리 철로
- 수웨이총 철로
- 다창 철로